# Eleutherornis cotei
Eleutherornis cotei— вид великих м'ясоїдних наземних викопних птахів родини фороракосових (Phorusrhacidae).

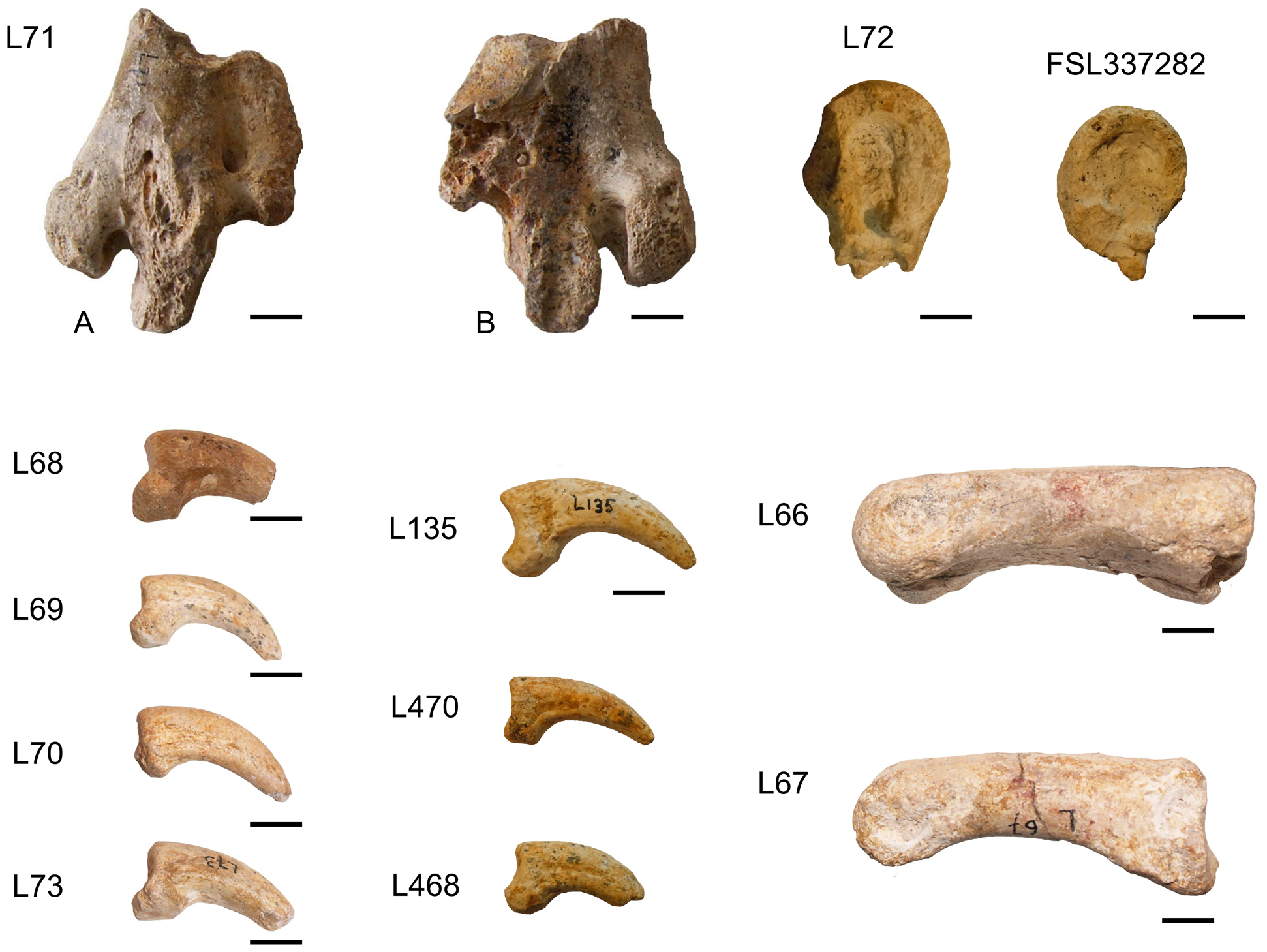
E. cotei, матеріал із Франції

Вид існував у еоцені 43,5-41 млн років тому. Скам'янілі рештки знайдені у Франції та Швейцарії. Тіло сягало 1,5 м завдовжки.
Раніше вид відносили до ряду Struthioniformes або Gastornithiformes, лише у 2013 році була опублікована стаття, де вид остаточно віднесений до фороракосових.